# Fernandoz
Fernandoz ist eine schwedische Dansband, die 1986 in Vitsand bei Torsby gegründet wurde.
1991 erreichten Fernandoz einen ersten Platz in der lokalen Radiohitparade Värmlandstoppen mit dem Lied "Jag vet att jag vill ha dig". Fernandoz gewann die schwedische Dansbands-Meisterschaft 1993, und verzeichneten anschließend Auftritte wie im bekannten TV-Programm "Bingolotto"  am 25. September 1993. Durch die erreichte Popularität konnte die Band einige Hits in den Svensktoppen erzielen.

## Diskografie

### Alben
| Jahr | Titel                                | Höchstplatzierung, Gesamtwochen, AuszeichnungChartsChartplatzierungen (Jahr, Titel, Platzierungen, Wochen, Auszeichnungen, Anmerkungen) | Anmerkungen      |
| Jahr | Titel                                | SE | Anmerkungen      |
| ---- | ------------------------------------ | --- | ---------------- |
| 2001 | Tomma löften                         | SE51 (1 Wo.)SE |                  |
| 2003 | Vem får din kärlek inatt             | SE13 (7 Wo.)SE |                  |
| 2005 | Minnenas allé                        | SE9 (5 Wo.)SE |                  |
| 2008 | En helt ny dag                       | SE6 (10 Wo.)SE | mit Anders & Git |
| 2008 | Mest av allt - Fernandoz bästa låtar | SE56 (1 Wo.)SE | Kompilation      |
| 2009 | På väg igen                          | SE28 (3 Wo.)SE |                  |
| 2011 | Se mig i ögonen                      | SE11 (5 Wo.)SE |                  |
| 2013 | Home Sweet Home                      | SE7 (8 Wo.)SE |                  |
| 2014 | En bättre man                        | SE36 (2 Wo.)SE |                  |
| 2016 | Country Classics                     | SE52 (1 Wo.)SE |                  |
| 2019 | Livet                                | SE9 (1 Wo.)SE |                  |

Weitere Alben
- 1997: Ett enda minne
- 1999: Guld och gröna skogar

### Hits in den Svensktoppen
- Dina ögon svarar ja (1995)
- Mitt liv med dej mit Christina Lindberg (1995)
- När alla vindarna vänder (1997)
- När ett hjärta har älskat (1997)
- Guld och gröna skogar (1998–1999)
- En dag den sommaren (1999)
- Midnight Rendez-Vous (1999)
- Störst av allt är kärleken (2000)
- Tomma löften (2001)
- Stjärnor ska tändas i natt (2002)